# 黑沙環

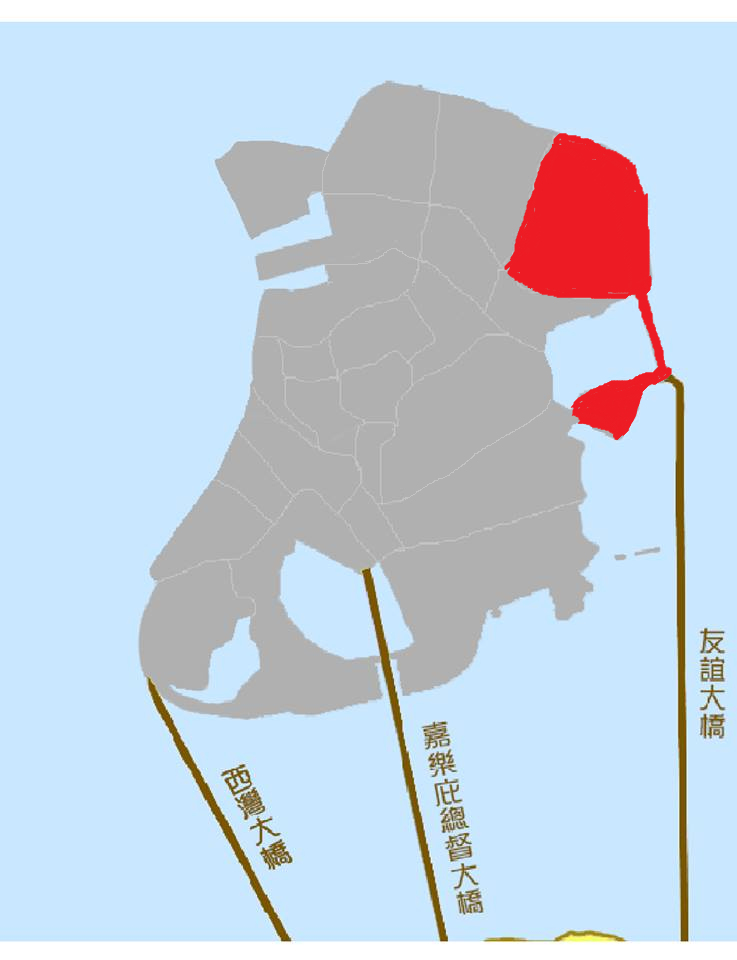
澳門半島上的黑沙環

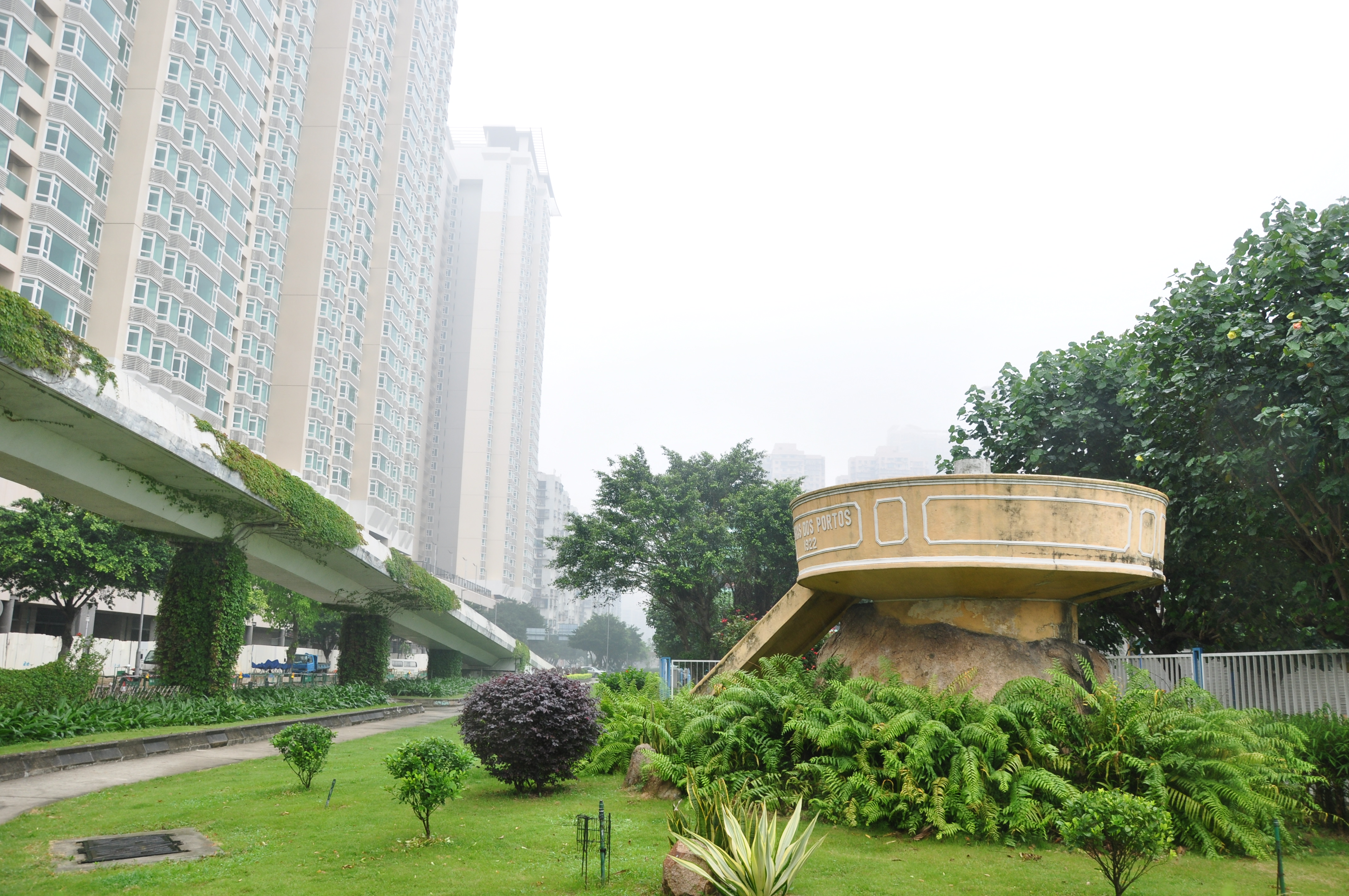
圓台仔，是澳門半島東端的填海標誌

黑沙環（葡萄牙語：Areia Preta）是位於澳門澳門半島東北部的工業和住宅區，也是澳門半島人口最多的社區以及全球人口最密集的社區，屬花地瑪堂區。

## 歷史

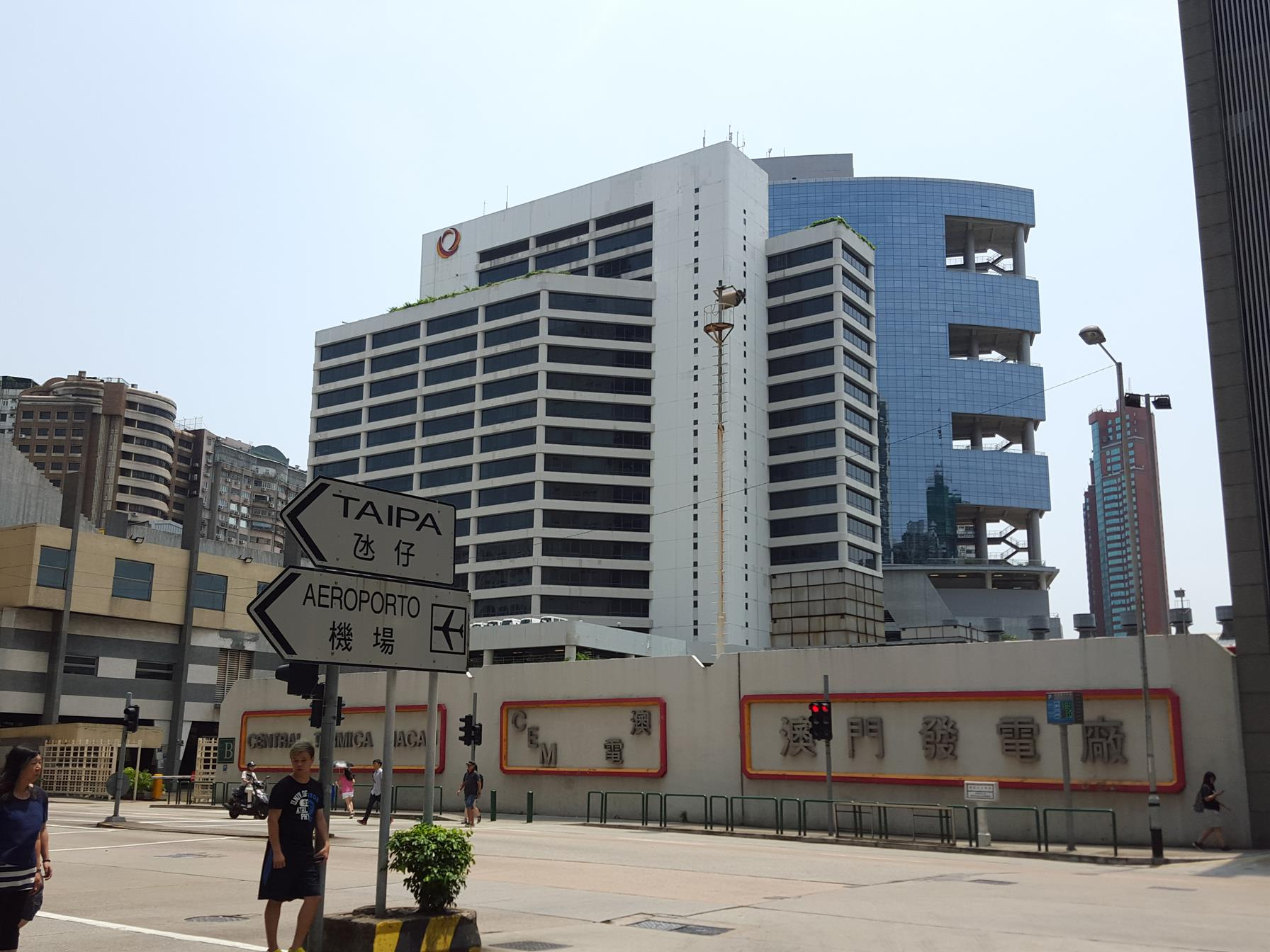
澳門發電廠

該區原來是一個海灣，1930年代開始填海。1960年代以後，便按照當時的規劃，以澳門發電廠為中心，發展成為一個具有相當規模的工業區。
目前該區以慕拉士大馬路和漁翁街為界，以南是工業區，以北是商住混合區。除了澳門發電廠外，澳門污水處理廠、各主要汽車品牌的維修中心等都集中在工業區的範圍。而商住混合區的土地，基本上是從20世紀80年代開始，分兩個階段填海得來的。東華新邨、海濱花園等7座白色的公共房屋及私人屋苑為該區最早落成的建築物。後來保利達花園、廣福祥花園、海名居、寰宇天下等大型屋苑，都坐落在該區內。另外，隨著港珠澳大橋澳門橋口連接到本區的消息落實後，此區的樓價也開始節節攀升。

## 範圍
該區東南末端為友誼大橋的起點，其西北末端為則和關閘相連。該區設一中葡友好紀念物東方明珠，而該紀念物對開的海面，是日後港珠澳大橋的澳門連接點。
因為黑沙環是在澳門回歸前30年發展的老社區，政府過於簡單的規劃造成黑沙環擁有相對於澳門其他社區大幾倍的土地面積，從而使居民在日常生活中，對該區的劃分和定位的應用會出現問題和原則性的錯誤。這裏給出準確的邊界和鄰近的社區：

### 連接端點
- 東北：於友誼大馬路交匯處連接通往新城A區及珠澳口岸人工島的馬萬祺博士大馬路。
- 東南：連接新口岸水塘，有道路連接友誼大橋引橋。
- 西北：有道路連接關閘。
- 西南：慕拉士大馬路和拱形馬路連接處。

### 邊界
- 北：在友誼橋大馬路上與珠海隔海相望。
- 東：友誼橋大馬路，與新城A區及珠澳口岸人工島對望。
- 南：慕拉士大馬路和漁翁街，鄰接望廈區和水塘。
- 西北：馬場。
- 西南：祐漢。

## 黑沙環填海區
在澳門新城區規劃中，黑沙環的填海部份劃為「黑沙環填海區」，其餘部份為傳統的黑沙環區（台山、望廈、祐漢之間的區域，即高利亞海軍上將大馬路和黑沙環新街以東地段）。

## 日常使用的細分社區（黑沙環填海區再細分）

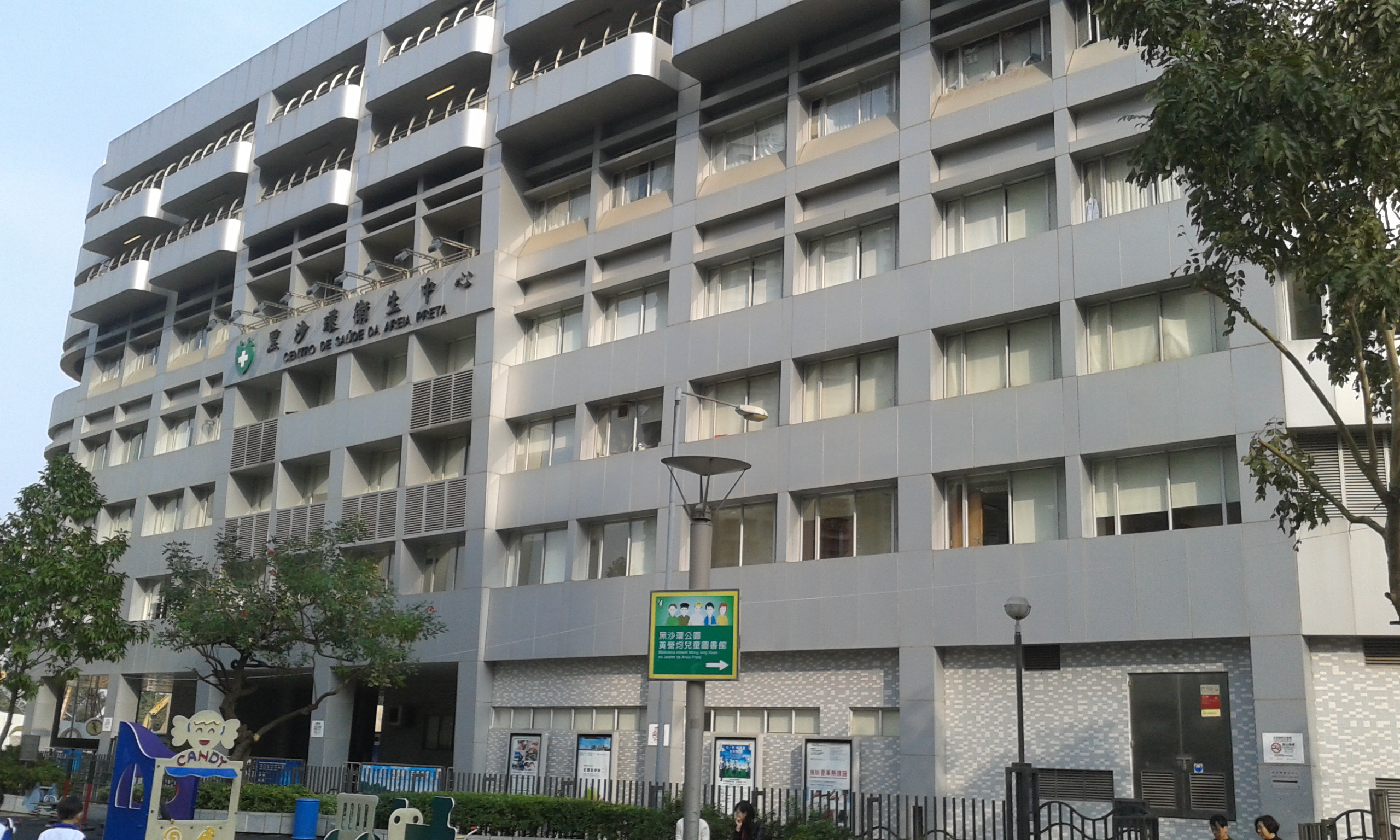
黑沙環衛生中心

對於相對澳門其他分區而言，黑沙環的面積非常廣大，居民通常以區內具代表性的大型屋苑再行劃分，這樣屋苑名就是細分社區的代名詞，類似台北市通行的次分區劃分。
大型屋苑群主要在區內下列三條平行的主幹道路上，按方位可分為上中下三個屋苑群（由東北向西南排列）：
1. 上部屋苑群：黑沙環中街（又有分區名「東方明珠區」）
2. 中部屋苑群：黑沙環新街
3. 下部屋苑群：慕拉士大馬路及漁翁街（黑沙環區部份）

### 黑沙環中街屋苑群（東方明珠區）
| 海上居         | 海上居     | 海上居             |  | 君悅灣     |  | 海天居     |
|                | 黑沙環中街 |                    |  |            |  |            |
| 黑沙環衛生中心 |            | 澳門浸信學校中學部 |  | 寰宇天下   |  | 海名居     |
|                | 黑沙環中街 |                    |  |            |  |            |
| 廣福安花園     | 廣福安花園 | 廣福安花園         |  | 廣福祥花園 |  | 保利達花園 |

值得注意的是黑沙環中街出口段以北的屋苑（即寰宇天下、海名居、君悅灣、海天居和海上居，以建築年份排列）都是澳門賭權開放後湧進澳門的豪宅級屋苑，其中以寰宇天下開發最早，於2005年間發售。這些豪宅附近的紀念物建築東方明珠亦成為了它們的代名詞，在樓盤銷售中經常使用「東方明珠區」的概念。這也是政府對本區的住宅規劃轉向豪宅開發的明顯信號。

### 黑沙環新街屋苑群
為7座早年建成的私人住宅及政府開發的公共房屋和一座最近新建御景灣，沿水塘角到中葡職業技術學校，隔著馬路兩兩相望。
| 裕華大廈   |  | 金海山花園 |  | 廣華新邨 |  | 御景灣   |
| 黑沙環新街 |  |            |  |          |  |          |
| 建華大廈   |  | 海濱花園   |  | 東華新邨 |  | 南華新邨 |

### 慕拉士大馬路及漁翁街（黑沙環區部份）屋苑群
慕拉士大馬路及漁翁街（黑沙環區部份）沿線的屋苑群（由東到西排列）：
- 海景豪園
- 晉海
- 亨達大廈
- 慕拉士社屋[2]
- 龍園

海景豪園、晉海和亨達大廈因臨近新口岸水塘，所以通常以水塘借代，但水塘只有漁翁街段屬黑沙環區。

## 重要建築

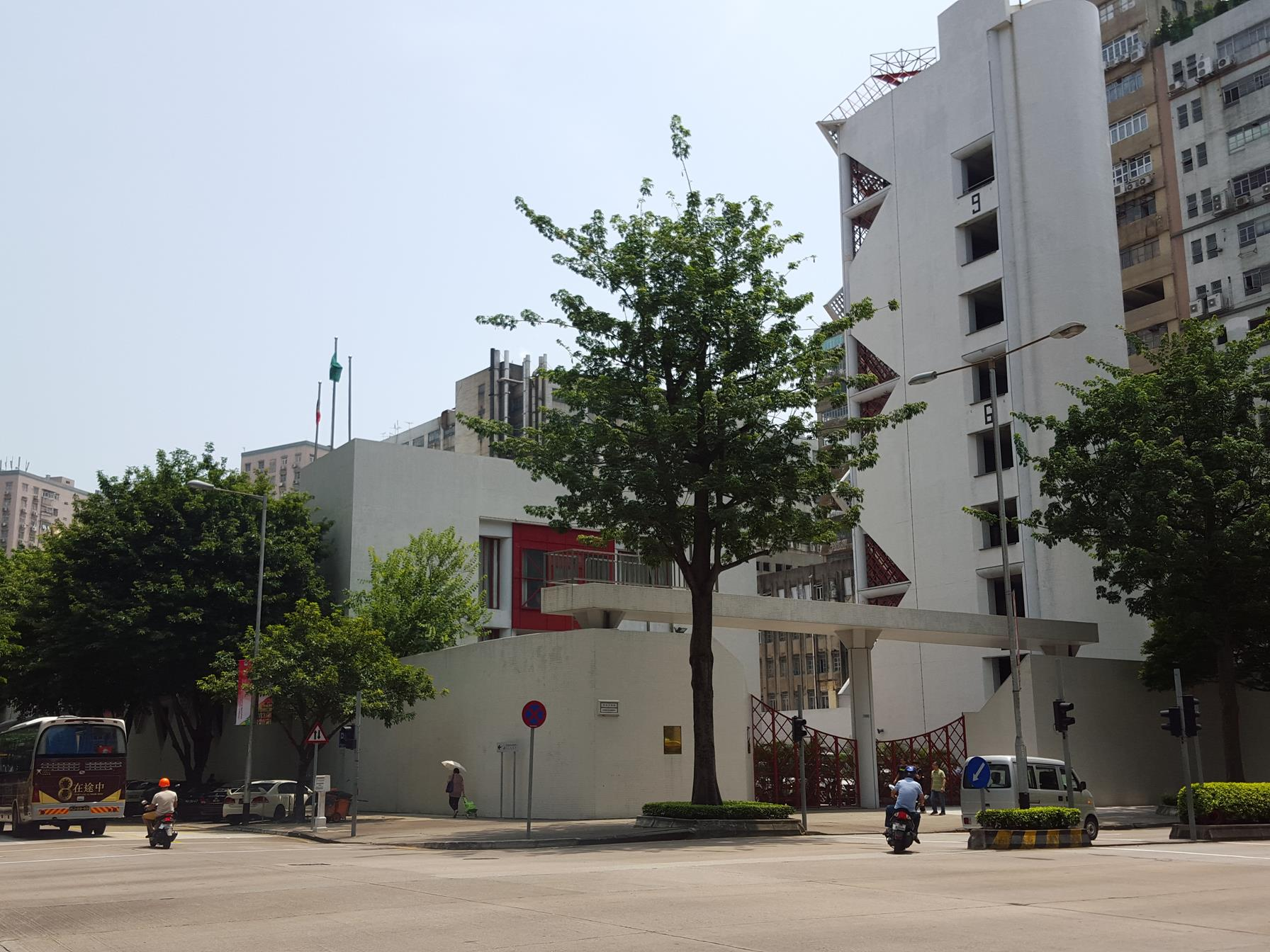
黑沙環消防行動站

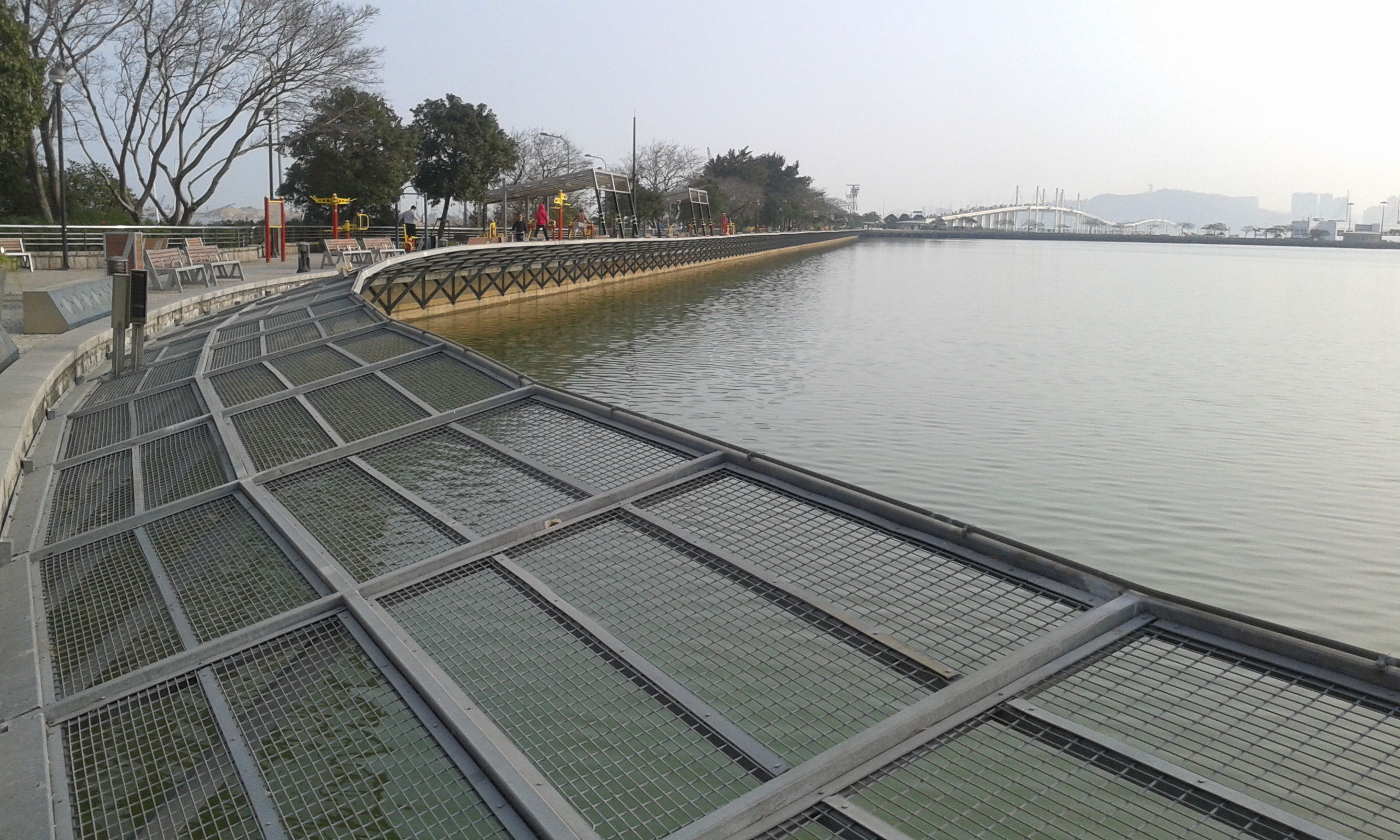
新口岸水塘是區內居民健身的主要場所

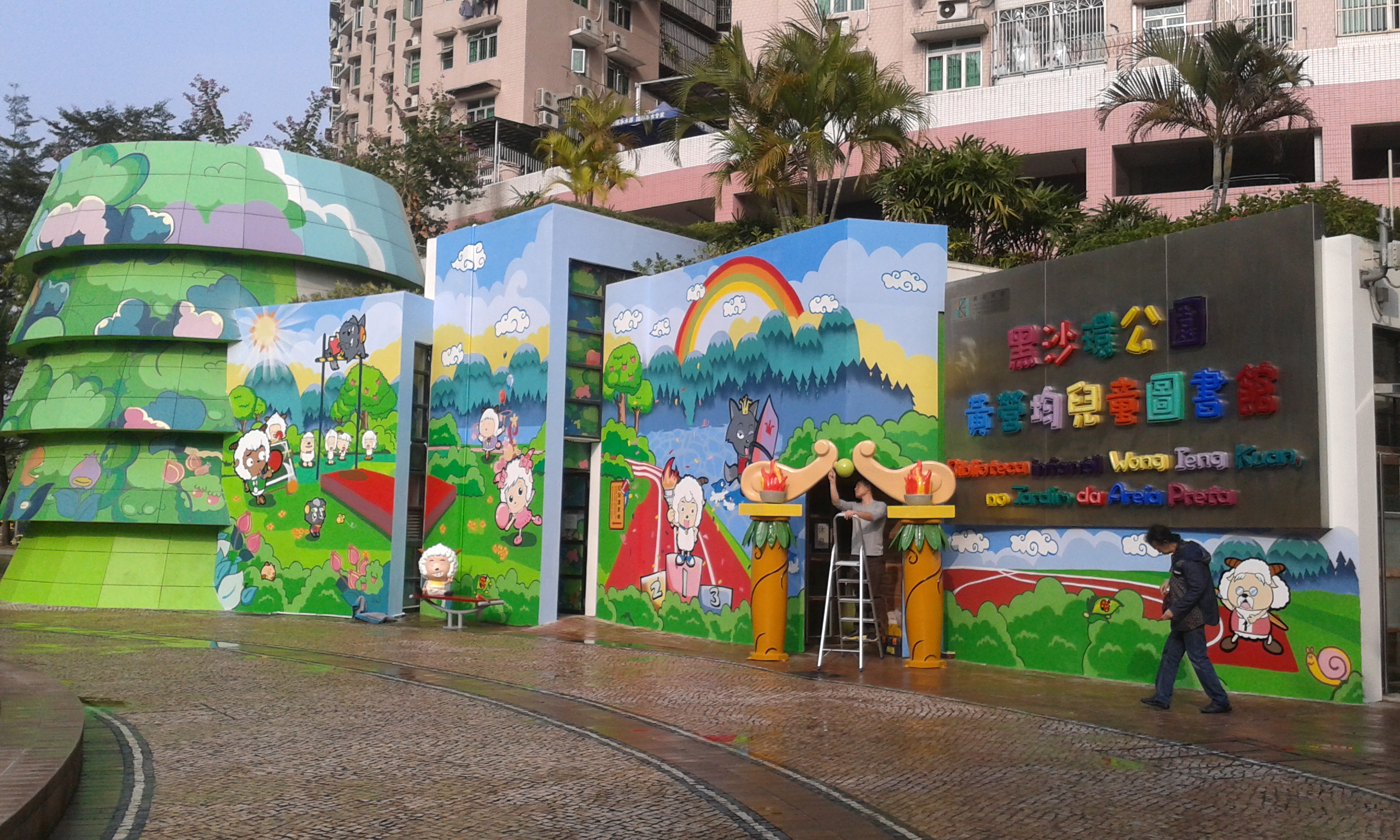
黑沙環黃營均兒童圖書館是澳門的兒童圖書館

### 學校
- 聖公會（澳門）蔡高中學
- 商訓夜中學
- 中葡職業技術學校
- 澳門坊眾學校
- 澳門浸信中學
- 澳門鏡平中學
- 澳門中德學校
- 澳門婦聯學校
- 澳門聖保祿學校

### 公用事務
- 新口岸水塘
- 大水塘水廠
- 澳門發電廠（已拆卸）
- 澳門污水處理廠

### 政府機構
- 政府綜合服務大樓
- 勞工事務局
- 治安警察局東區警司處分站
- 衛生局黑沙環衛生中心
- 消防局黑沙環消防行動站

### 文娛設施
- 文化局黑沙環公園黃營均兒童圖書館
- 文化局黑沙環公園黃營均圖書館
- 教育及青年發展局駿菁活動中心
- 教育及青年發展局黑沙環青年活動中心

### 公園

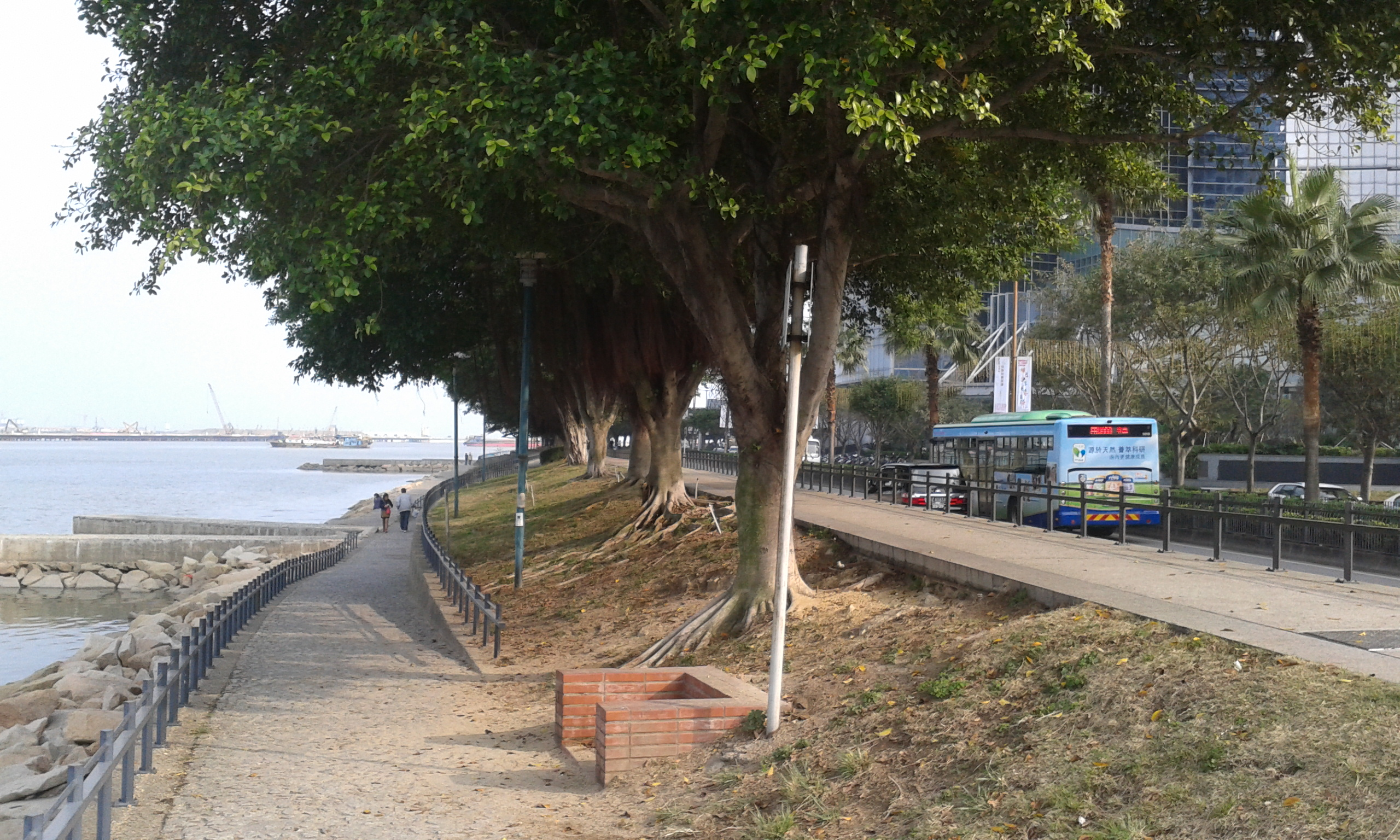
黑沙環海濱公園
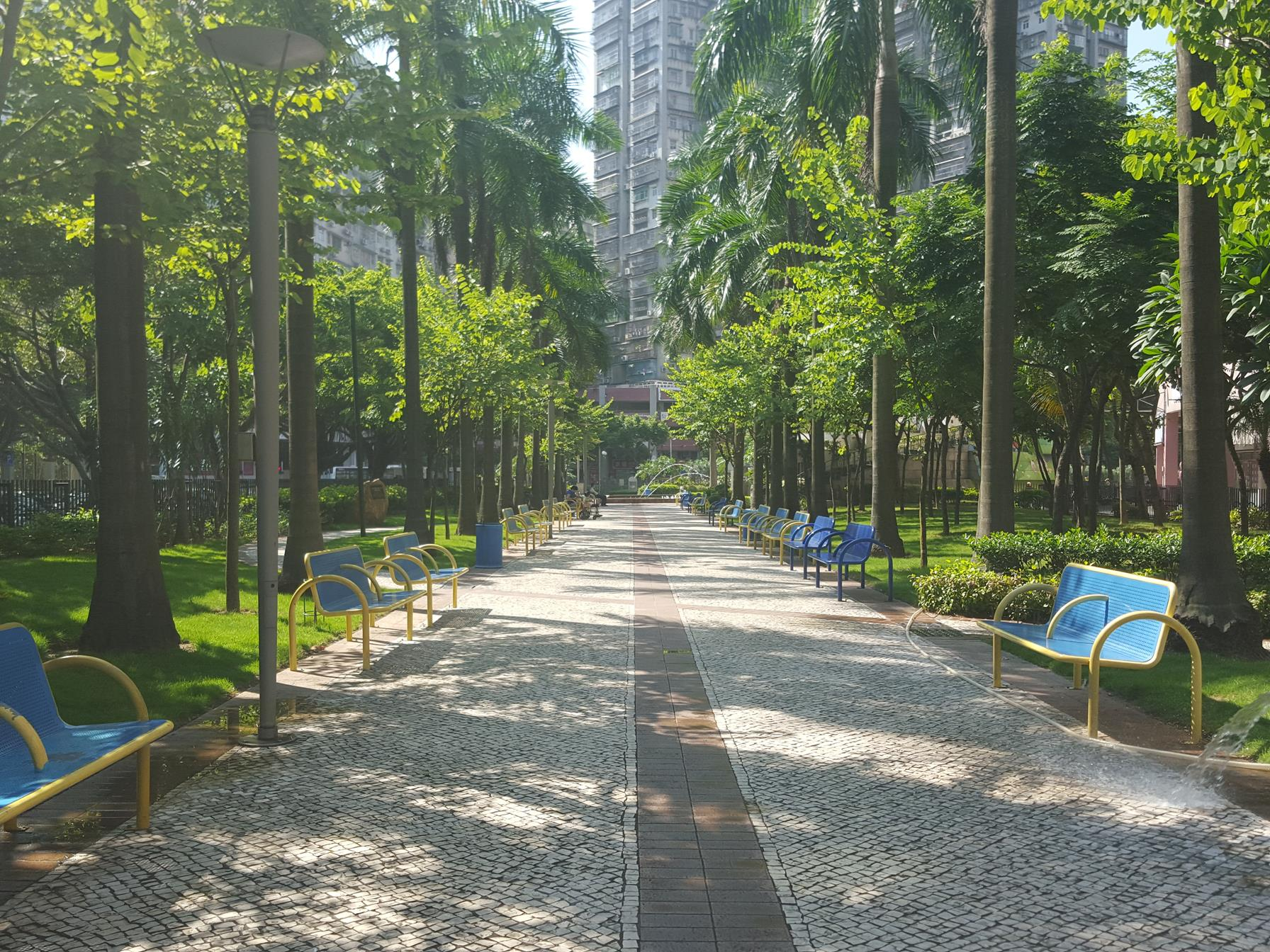
黑沙環公園

- 黑沙環海濱公園
- 黑沙環公園

### 紀念建築
- 東方明珠
- 圓台仔

### 媒體機構（報館）
- 澳門日報
- 市民日報

## 交通

### 公共巴士總站
- 東方明珠總站
- 望廈總站

### 輕軌
- █  東線ES2站（興建中）

### 步行系統
- 東北大馬路空中走廊（規劃中）

## 名稱問題
該地區「一地兩名」，澳門半島的「黑沙灣」及「黑沙環」均指同一個地方，均為澳葡政府及澳門特區政府官方確認的地名。
「一地兩名」是有其歷史原因。過去望廈山以東還是一片海灣，海灣北部稱為「黑沙灣」，該處曾經設有「黑沙灣碼頭」；整片海域稱為「黑沙環」。後來該處海域被填為陸地，該處地區在澳葡政府的正式文件中仍被稱為「黑沙灣」或「黑沙環」，回歸後澳門特區政府仍承認這個名稱，但為減少誤會，已逐漸減少使用「黑沙灣」這個名稱。

### 地圖標示錯誤與港式標示習慣
受旅遊地圖和手冊的標示影響，加上香港大部份海灘都以「XX灣」為名，不少遊客，特別是香港遊客都會順理成章地把位於路環的黑沙海灘稱作「黑沙灣」，從而在溝通上常與本地居民產生誤會，混淆了黑沙環本區和所謂的「黑沙灣」。
如要前往黑沙海灘，可乘搭15、21A、26A路線前往「黑沙海灘」站落車。而夏季／泳季期間，15T、N3路線亦會提供服務。

### 粵語發音問題
「灣」（粵拼：waan1）「環」（粵拼：waan4）二字在粵語中聲韻母都相同，只有音調的區別。但是本身發第一聲的「灣」，粵語會有變第四聲的例外，讀作「環」（如：南灣、西灣、長沙灣等），這就更容易引起誤會了。值得一提，以往曾有巴士站牌寫「黑沙灣」，今已改回。

### 正確使用
澳門半島的「黑沙環」、「黑沙灣」均指同一個地方，
澳門居民通常把位於路環的黑沙海灘稱為「黑沙」或「黑沙海灘」，以區別黑沙環本區。

### 誤會的流傳
這個誤會帶來的混淆只會發生在粵語使用者的身上（如中國廣東省人和香港人），所以影響面應只限於粵語人群；但是受非官方旅遊地圖和手冊的標示影響，這錯誤卻流傳到其他非粵語的中國人之中，會稱黑沙海灘作黑沙灣（又因黑沙環有黑沙二字而出現混淆）。
在香港的地名中可以找到「環」字問的反例如「上環」等地，可能是黑沙海灘的知名度遠高於本區和「黑沙」字面引起與「灣」的聯想，所以部分香港人就沒有考慮到這個問題。澳門居住經年的居民馬上就能為旅客指出問題所在（新移民也會犯這個錯誤）。